# Prefettura della casa pontificia
La Prefettura della casa pontificia (in latino Praefectura Domus Pontificiae) è uno dei tre uffici della Curia romana. Si occupa dell'ordine della casa pontificia e controlla il servizio dei cappellani e della famiglia pontificia.
Voluta da Paolo VI con la costituzione apostolica Regimini Ecclesiae universae del 1967, integrata dal motu proprio Pontificalis Domus dell'anno successivo, è attualmente regolamentata dagli artt. 228-230 della costituzione apostolica Praedicate evangelium.
La Prefettura della Casa Pontificia cura l’ordinamento e lo svolgimento delle cerimonie pontificie (già curate dalla Congregazione del cerimoniale soppressa nello stesso anno), esclusa la parte strettamente liturgica di cui si occupa l'Ufficio delle celebrazioni liturgiche del sommo pontefice. 
È suo compito ordinare il servizio di anticamera e disporre le udienze pubbliche, speciali e private del papa e le visite delle persone, consultandosi, tutte le volte che lo esigano le circostanze, con la Segreteria di Stato. Predispone tutto quanto deve essere fatto quando dallo stesso Pontefice sono ricevuti in solenne udienza i Capi di Stato, i Capi di Governo, i Ministri degli Stati, le pubbliche Autorità ed altre eminenti Personalità, come pure gli Ambasciatori.
Si occupa di quanto si riferisce agli esercizi spirituali del papa, del Collegio cardinalizio e della Curia romana.

## Famiglia pontificia
Il 28 marzo 1968, mediante il motu proprio Pontificalis Domus, papa Paolo VI ha stabilito la suddivisione della Famiglia pontificia in due sezioni: una ecclesiastica e una laica.
Appartengono alla famiglia pontificia ecclesiastica:
- il sostituto per gli affari generali della Segreteria di Stato
- il segretario per i rapporti con gli Stati della Segreteria di Stato
- l'elemosiniere di Sua Santità
- il presidente della Pontificia accademia ecclesiastica
- il teologo della Casa Pontificia
- il collegio dei protonotari apostolici di numero partecipanti
- i protonotari apostolici soprannumerari
- i cerimonieri pontifici
- i prelati d'onore di Sua Santità
- i cappellani di Sua Santità
- il predicatore della Casa Pontificia

Appartengono alla famiglia pontificia laica:
- gli assistenti al Soglio (titolo estinto nel 2017[2])
- il delegato speciale della Pontificia commissione per lo Stato della Città del Vaticano
- il consigliere generale dello Stato della Città del Vaticano
- il comandante della Guardia svizzera pontificia
- i consultori dello Stato della Città del Vaticano
- il presidente della Pontificia accademia delle scienze
- i gentiluomini di Sua Santità
- i procuratori dei palazzi apostolici
- gli addetti di anticamera
- i familiari del papa
- l'aiutante di camera

## Cronotassi

### Prefetti

#### Maestri di camera della Corte pontificia
- Luca Antonio Virili (9 febbraio 1621 - 27 dicembre 1624 nominato uditore della Rota Romana)
- Laudivio Zacchia (27 dicembre 1624 - 9 gennaio 1626 creato cardinale)
- Marzio Ginetti (5 febbraio 1626 - 30 agosto 1627 pubblicato cardinale)
- Francesco Adriano Ceva (30 agosto 1627 - 1º gennaio 1635 creato cardinale)
- Angelo Giori (1º gennaio 1635 - 13 luglio 1643 creato cardinale)
- Alderano Cybo-Malaspina (15 settembre 1644 - 6 marzo 1645 creato cardinale)
- Girolamo Buonvisi (16 luglio 1655 - 9 aprile 1657 creato cardinale)
- Volumnio Bandinelli (5 giugno 1658 - 5 aprile 1660 pubblicato cardinale)
- Giacomo Filippo Nini (14 gennaio 1664 - 15 febbraio 1666 pubblicato cardinale)
- Emilio Bonaventura Altieri (24 gennaio 1667 - 29 novembre 1669 creato cardinale)
- Camillo Massimo (29 novembre 1669 - 22 dicembre 1670 creato cardinale)
- Alessandro Crescenzi, C.R.S. (23 dicembre 1670 - 27 maggio 1675 creato cardinale)
- Antonio Pignatelli (29 maggio 1675 - 1º settembre 1681 creato cardinale)
- Baldassarre Cenci (28 agosto 1691 - 11 novembre 1697 pubblicato cardinale)
- Francesco Acquaviva d'Aragona (16 novembre 1697 - 23 marzo 1700 dimesso)
- Tommaso Ruffo (23 marzo 1700 - 17 maggio 1706 creato cardinale)
- Lodovico Pico della Mirandola (7 giugno 1706 - 24 ottobre 1707 nominato prefetto del Palazzo Apostolico)
- Antonio Francesco Sanvitale (1º novembre 1707 - 6 maggio 1709 nominato arcivescovo metropolita di Urbino)
- Carlo Maria Marini (15 aprile 1709 - 16 dicembre 1715 pubblicato cardinale)
- Giberto Bartolomeo Borromeo (16 giugno 1716 - 15 marzo 1717 creato cardinale)
- Sinibaldo Doria (14 maggio 1721 - 7 giugno 1724 dimesso)
- Niccolò Maria Lercari (7 giugno 1724 - 13 giugno 1726 nominato Segretario di Stato di Sua Santità)
- Francesco Antonio Finy (13 giugno 1726 - 26 gennaio 1728 pubblicato cardinale)
- Francesco Scipione Maria Borghese (26 gennaio 1728 - 14 maggio 1729 dimesso)
- Troiano Acquaviva d'Aragona (14 maggio 1729 - 3 ottobre 1730 dimesso)
- Sinibaldo Doria (3 ottobre 1730 - 21 maggio 1731 nominato arcivescovo metropolita di Benevento) (per la seconda volta)
- Lazzaro Pallavicini (1º giugno 1731 - 1º agosto 1740 dimesso)
- Prospero Colonna di Sciarra (1º agosto 1740 - 9 settembre 1743 creato cardinale)
- Vincenzo Malvezzi Bonfioli (9 settembre 1743 - 26 novembre 1753 creato cardinale)
- Antonio Maria Erba Odescalchi (1º luglio 1758 - 24 settembre 1759 creato cardinale)
- Giovanni Carlo Boschi (24 settembre 1759 - 21 luglio 1766 creato cardinale)
- Scipione Borghese (23 luglio 1766 - 16 dicembre 1771 dimesso)
- Guido Calcagnini (8 aprile 1775 - 20 maggio 1776 creato cardinale)
- Vincenzo Maria Altieri (20 maggio 1776 - 11 dicembre 1780 pubblicato cardinale)
- Antonio Maria Doria Pamphilj (11 dicembre 1780 - 14 febbraio 1785 creato cardinale)
- Francesco Maria Pignatelli (14 febbraio 1785 - 21 febbraio 1794 creato cardinale)
- Giuseppe Vinci (21 febbraio 1794 - 30 settembre 1795 deceduto)
- Diego Innico Caracciolo di Martina (10 ottobre 1795 - 11 agosto 1800 creato cardinale)
- Giovanni Filippo Gallarati Scotti (19 agosto 1800 - 23 febbraio 1801 creato cardinale)
- Antonio Maria Odescalchi (23 febbraio 1801 - 1º gennaio 1808 dimesso)
- Giorgio Doria Pamphilj Landi (1º gennaio 1808 - 22 luglio 1816 pubblicato cardinale)
- Tommaso Riario Sforza (22 luglio 1816 - 10 marzo 1823 creato cardinale)
- Benedetto Colonna Barberini di Sciarra (10 marzo 1823 - 15 dicembre 1828 pubblicato cardinale)
- Domenico De Simone (15 dicembre 1828 - 15 marzo 1830 creato cardinale)
- Francesco Maria Pandolfi Alberici (15 marzo 1830 - 2 luglio 1832 pubblicato cardinale)
- Adriano Fieschi (2 luglio 1832 - 11 luglio 1836 nominato prefetto del Palazzo Apostolico)
- Alerame Maria Pallavicini (13 settembre 1838 - 28 gennaio 1842 nominato prefetto del Palazzo Apostolico)
- Francesco de' Medici di Ottajano (28 gennaio 1842 - 17 maggio 1850 nominato prefetto del Palazzo Apostolico)
- Bartolomeo Pacca il Giovane (16 giugno 1856 - 21 marzo 1868 nominato prefetto del Palazzo Apostolico)
- Francesco Salesio Della Volpe (17 agosto 1886 - 31 dicembre 1891 nominato prefetto del Palazzo Apostolico)
- Ottavio Cagiano de Azevedo (31 dicembre 1891 - 29 maggio 1901 nominato prefetto del Palazzo Apostolico)
- Gaetano Bisleti (29 maggio 1901 - 14 dicembre 1905 nominato prefetto del Palazzo Apostolico)
- Vittorio Amedeo Ranuzzi de' Bianchi (30 novembre 1911 - 7 settembre 1914 nominato prefetto del Palazzo Apostolico)
- Ricardo Sanz de Samper y Campuzano (7 settembre 1914 - 16 giugno 1921 nominato prefetto del Palazzo Apostolico)
- Camillo Caccia Dominioni (16 giugno 1921 - 16 dicembre 1935 creato cardinale)
- Alberto Arborio Mella di Sant'Elia (17 dicembre 1935 - 20 marzo 1953 deceduto)
  - Federico Callori di Vignale (20 dicembre 1950 - 29 ottobre 1958 nominato prefetto del Palazzo Apostolico) (pro-maestro)
- Mario Nasalli Rocca di Corneliano (29 ottobre 1958 - 15 agosto 1967 nominato prefetto della Casa pontificia)

#### Prefetti del Palazzo Apostolico
- Berlinghiero Gessi (1º aprile 1623 - 27 dicembre 1624 nominato presidente della Legazione di Urbino)
- Laudivio Zacchia (27 dicembre 1624 - 9 gennaio 1626 creato cardinale)
- Marzio Ginetti (5 febbraio 1626 - 30 agosto 1627 creato cardinale)
- Fausto Poli (10 marzo 1632 - 23 maggio 1644 nominato arcivescovo, titolo personale, di Orvieto)
- Alderano Cybo-Malaspina (15 settembre 1644 - 6 marzo 1645 creato cardinale)
- Ranuccio Scotti Douglas (23 febbraio 1653 - 7 gennaio 1655)
- Girolamo Farnese (16 luglio 1655 - 29 aprile 1658 creato cardinale)
- Volumnio Bandinelli (5 giugno 1658 - 5 aprile 1660 creato cardinale)
- Girolamo Boncompagni (8 giugno 1660 - 14 gennaio 1664 creato cardinale)
- Giacomo Filippo Nini (14 gennaio 1664 - 15 febbraio 1666 creato cardinale)
- Bernardino Rocci (19 febbraio 1668 - 27 maggio 1675 creato cardinale)
- Orazio Mattei (27 maggio 1675 - 2 settembre 1686 creato cardinale)
  - Orazio Mattei (2 settembre 1686 - 18 gennaio 1688 deceduto) (pro-prefetto)
- Ercole Visconti (9 dicembre 1687 - dicembre 1693 dimesso)[3]
- Carlo Colonna (8 marzo 1696 - 17 maggio 1706 creato cardinale)
- Giuseppe Vallemani (7 giugno 1706 - 1º agosto 1707 pubblicato cardinale)
- Lodovico Pico della Mirandola (24 ottobre 1707 - 26 settembre 1712 pubblicato cardinale)
  - Fabio degli Abati Olivieri (1º ottobre 1712 - 6 maggio 1715 creato cardinale) (pro-prefetto)
- Niccolò del Giudice (7 maggio 1715 - 6 luglio 1725 dimesso)
- Camillo Cybo (6 luglio 1725 - 23 marzo 1729 creato cardinale)
- Francesco Scipione Maria Borghese (26 marzo - 6 luglio 1729 creato cardinale)
- Troiano Acquaviva d'Aragona (6 luglio 1729 - 1º ottobre 1732 creato cardinale)
- Girolamo Colonna di Sciarra (1º ottobre 1732 - 9 settembre 1743 creato cardinale)
- Marcantonio Colonna (9 settembre 1743 - 24 settembre 1759 creato cardinale)
- Giovanni Ottavio Bufalini (2 ottobre 1759 - 21 luglio 1766 creato cardinale)
- Giovanni Battista Rezzonico (21 luglio 1766 - 10 settembre 1770 creato cardinale)
- Giovanni Archinto (9 novembre 1770 - 20 maggio 1776 pubblicato cardinale)
- Giovanni Ottavio Manciforte Sperelli (24 maggio 1776 - 11 dicembre 1780 pubblicato cardinale)
- Romoaldo Braschi-Onesti (11 dicembre 1780 - 18 dicembre 1786 creato cardinale)
  - Filippo Lancellotti (18 dicembre 1786 - 1º gennaio 1787 nominato prefetto del Palazzo Apostolico) (pro-prefetto)
- Filippo Lancellotti (1º gennaio 1787 - 21 febbraio 1794 creato cardinale)
- Marino Carafa di Belvedere (21 febbraio 1794 - 23 febbraio 1801 creato cardinale)
  - Vacante (1801-1807)
- Benedetto Naro (30 dicembre 1807- 8 marzo 1816 creato cardinale)
- Agostino Rivarola (8 marzo 1816 - 1º ottobre 1817 creato cardinale)
- Antonio Maria Frosini (1º ottobre 1817 - 10 marzo 1823 creato cardinale)
- Giovanni Francesco Marazzani Visconti (10 marzo 1823 - 15 dicembre 1828 pubblicato cardinale)
- Luigi Del Drago (15 dicembre 1828 - 2 luglio 1832 pubblicato cardinale)
- Costantino Patrizi Naro (2 luglio 1832 - 11 luglio 1836 pubblicato cardinale)
- Adriano Fieschi (11 luglio 1836 - 13 settembre 1838 pubblicato cardinale)
- Francesco Saverio Massimo (13 settembre 1838 - 24 gennaio 1842 pubblicato cardinale)
- Alerame Maria Pallavicini (28 gennaio 1842 - 1º novembre 1848 dimesso)
- Giacomo Antonelli (1º novembre 1848 - 17 maggio 1850 dimesso)
- Francesco de' Medici di Ottajano (17 maggio 1850 - 16 giugno 1856 creato cardinale)
- Edoardo Borromeo (20 giugno 1856 - 13 marzo 1868 creato cardinale)
- Bartolomeo Pacca il Giovane (21 marzo 1868 - 17 settembre 1875 pubblicato cardinale)
- Francesco Ricci Paracciani (1º ottobre 1875 - 27 marzo 1882 pubblicato cardinale)
- Augusto Theodoli (30 marzo 1882 - 7 giugno 1886 creato cardinale)
- Luigi Macchi (15 agosto 1886 - 11 febbraio 1889 creato cardinale)
- Fulco Luigi Ruffo-Scilla (20 marzo 1889 - 14 dicembre 1891 creato cardinale)
- Francesco Salesio Della Volpe (31 dicembre 1891 - 15 aprile 1901 pubblicato cardinale)
- Ottavio Cagiano de Azevedo (29 maggio 1901 - 11 dicembre 1905 creato cardinale)
- Gaetano Bisleti (14 febbraio 1905 - 27 novembre 1911 creato cardinale)
- Vittorio Amedeo Ranuzzi de' Bianchi (7 settembre 1914 - 4 dicembre 1916 creato cardinale)
- Giovanni Tacci Porcelli (8 dicembre 1916 - 13 giugno 1921 creato cardinale)
- Ricardo Sanz de Samper y Campuzano (16 giugno 1921 - ottobre 1926 sollevato)
- Federico Callori di Vignale (29 ottobre 1958 - 22 febbraio 1965 creato cardinale)

#### Prefetti della casa pontificia
- Mario Nasalli Rocca di Corneliano (15 agosto 1967 - 9 aprile 1969 ritirato)
  - Antonio Caretta (1968 - 1972) (prefetto aggiunto)
- Jacques-Paul Martin (9 aprile 1969 - 18 dicembre 1986 ritirato)
- Dino Monduzzi (18 dicembre 1986 - 7 febbraio 1998 ritirato)
- James Michael Harvey (7 febbraio 1998 - 23 novembre 2012 nominato arciprete della Basilica di San Paolo fuori le mura)
  - Stanisław Dziwisz (7 febbraio 1998 - 3 giugno 2005 nominato arcivescovo metropolita di Cracovia) (prefetto aggiunto)
- Georg Gänswein (7 dicembre 2012 - 28 febbraio 2023 cessato)

### Segretari della casa pontificia
- Dino Monduzzi (15 agosto 1967 - 1969 nominato reggente)

### Reggenti della casa pontificia
- Dino Monduzzi (1969 - 18 dicembre 1986 nominato prefetto del medesimo dicastero)
- Leonardo Sandri (22 agosto 1991 - 2 aprile 1992 nominato assessore per gli affari generali alla Segreteria di Stato)
- Paolo De Nicolò (10 marzo 1994 - 4 agosto 2012 ritirato)
- Leonardo Sapienza, dal 4 agosto 2012